# Chiesa di San Giuseppe Cottolengo (Roma)
La chiesa di San Giuseppe Cottolengo è una chiesa parrocchiale di Roma che si trova a Valle Aurelia.
È dedicata al fondatore della Piccola casa della Divina Provvidenza, Giuseppe Benedetto Cottolengo.

## Storia
La parrocchia venne istituita il 10 dicembre 1962 dal cardinale vicario Clemente Micara, anche se già nel 1905 don Luigi Guanella iniziò a occuparsi della Valle Aurelia assieme alle Figlie di Santa Maria della Divina Provvidenza.
La chiesa attuale, progettata dall'architetto Franco Ceschi, venne inaugurata dal cardinale vicario Ugo Poletti il 30 aprile 1979.
Fino al 31 agosto 2006 venne gestita dai Servi della Carità, per poi passare ai presbiteri diocesani.
Prima della costruzione di questa chiesa, la parrocchia aveva sede in alcuni locali uso magazzino in viale di Valle Aurelia 93.

## Descrizione
Il Carpaneto descrive esternamente la chiesa «come una grande croce entro una valle». Al suo interno essa conserva importanti opere di artisti italiani del Novecento, fra cui:
- il bassorilievo raffigurante Cottolengo dello scultore Silvio Olivo;
- la Via Crucis in terracotta di Tino Perrotta.